# Heterocheilinae
Die Heterocheilinae sind eine Unterfamilie der Spulwürmer mit sechs Arten. Sie sind die einzige Unterfamilie innerhalb der Familie der Heterocheilidae. Sie sind Parasiten bei Reptilien und Seekühen.

## Merkmale
Vom Darm geht ein langer Blinddarm aus. Die beiden Spicula sind gleich und beflügelt. Das Gubernaculum ist gut sklerotisiert. Deiriden und Exkretionspore liegen nahe am Nervenring. Der Körper ist durch Seitenflügel, dünne seitliche Ausläufer der Kutikula, verbreitert. Der Ösophagus ist zylindrisch und am Hinterende zu einem gelappten Ventriculus erweitert. Die Vulva liegt vor der Körpermitte. Der Uterus hat zwei Äste (didelphisch), welche in entgegengesetzte Richtung (amphidelphisch) verlaufen.

## Systematik
Zur Unterfamilie gehört nach Hodda (2022) eine Tribus (Heterocheilini) mit nur einer Untertribus (Heterocheilinii), in der zwei Gattungen eingeordnet sind:
- Heterocheilus Diesing, 1839
- Ingwenascaris Junker & Mutafchiev, 2017

Nach anderer Auffassung gehören zehn Gattungen zur Familie:
- Brevimulticaecum Mozgovoy in Skrjabin, Shikobalova & Mozgovoy, 1951
- Dujardinascaris Baylis, 1947
- Hartwichia Chabaud & Bain, 1966
- Heterocheilus Diesing, 1839
- Ingwenascaris Junker & Mutafchiev, 2017
- Krefftascaris Sprent, 1980
- Multicaecum Baylis, 1923
- Ortleppascaris Sprent, 1978
- Paradujardinia Travassos, 1933
- Typhlophoros von Linstow, 1906

Fragwürdig ist die Gattung Trispiculascaris (Skrjabin, 1916). Nach dem IRMNG ist sie ein Synonym für Dujardinascaris. Die Art Trispiculascaris trispiculascaris wurde in die Gattung Ingwenascaris transferiert, Trispiculascaris assymmetrica als Dujardinascaris assymmetrica zu Dujardinascaris.